# Стражилово
Стражилово је врх на Фрушкој гори, изнад Сремских Карловаца. Стражилово је познато излетиште изнад овог историјског насеља, на коме се налази и гроб великог српског песника Бранка Радичевића.

## Значај
Брдо Стражилово је само једно је у низу брда на Фрушкој гори, на 321 м надморске висине. Међутим, значај Стражилова превазилази локалне оквире из следећих разлога:
- од Сремских Карловаца је удаљено свега 4 километра, а ово насеље је веома посећено због богате историјске и културне баштине;
- на врху брда, на Бранковом вису[1] се налази од 1883. године гроб Бранка Радичевића, српског песника из доба романтизма и ученика Карловачке гимназије, најстарије српске гимназије. На том месту је постављена 1885. године камена вишеделна "колосална пирамида".[2] Радичевић, као и многи други ученици ове школе, проводио је слободно време на Стражилову и оно је било предмет надахнућа у његовом песништву. Песничку награду "Стражилово", која се од 1973. сваке јесени додељује код статуе Б. Радичевића - добијали су наши угледни песници и књижевници: Мирослав Настасијевић, Перо Зубац, Драшко Ређеп, Ненад Грујичић, Војислав Деспотов, Жељко Пржуљ, Иван Деспотовић и многи други.[3]

## Туризам
Данас је Стражилово једно од најважнијих станица приликом туристичких посета Сремским Карловцима. Туризам је почео да се развија од краја 19. века. Оно је, такође, део Националног парка Фрушка гора. Овде постоји и одмаралиште „Бранков Чардак” са рестораном и бунгаловима за дужи боравак, као и планинарски дом „Стражилово” који нуди многе могућности када је у питању планинарење, трчање и планински бициклизам, са великим бројем добро обележених планинарских стаза и путева. Много домаћих и међународних такмичења у оријентирингу и планинском бициклизму се одржава на овом подручју.